# Paramartyria chekiangella
Paramartyria chekiangella là một loài bướm đêm thuộc họ Micropterigidae. Nó được Kaltenbach và Speidel miêu tả năm 1982.